# Jean Louis Berlandier
Jean-Louis Berlandier (Fort-de-l'Ecluse, 1805 – 1851) foi um médico, naturalista, antropólogo e explorador francês.